# 东风-3中程弹道导弹
东风-3远程弹道导弹是中华人民共和国的一种中程弹道导弹。

## 历史
1958年，国防部五院成立不久，开始着手东风一号导弹的方案探索与论证工作。11月，国防部五院提出东风一号导弹的主要性能指标。接着，各种方案的研究讨论陆续展开。
1960年2月，东风一号导弹设计会议召开，明确任务，组成设计组，开展相关工作，紧接着明确了型号设计的初步要求。3月，徐兰如被任命为东风一号导弹总设计师。
1962年5月，为了缩短战线，集中力量研制东风二号导弹，东风一号导弹的总体设计工作暂缓，但要继续开展重点项目的预先研究。东风一号导弹的方案探索暂告一个段落，转入预研阶段，但作为一次早期探索，仍有重要的历史作用。
基于东风二号导弹首次飞行试验失败的经验，东风一号作为新型号，预先研究的重要性得到了充分认识，东风一号配套的各项预研课题得到了认真落实。
1964年3月，东风一号导弹改称为东风三号导弹。4月22日，林爽被任命为东风三号导弹总设计师。
1965年3月，七机部提出“八年四弹”规划，计划用八年时间发展“东风三号”中程导弹在内的四种地地导弹，当月即获得中央专委批复通过。
得益于充分的前期预研，比较正确的设计指导思想，以及开始运用系统工程的管理方法，至1965年底，东风三号导弹就基本完成了各分系统的试制，并陆续开始各项地面综合试验。
1966年12月26日，东风-3远程弹道导弹进行首次飞行试验，因推力突然下降，未落入预定弹着区，试验失败。1967年1月，第二次飞行试验亦发生相同故障。1967年5月，东风-3三号弹经过针对性改进后，进行第三次飞行试验，获得圆满成功。1967年6月，第四次飞行试验再次因推力突然下降而失败。1967年7月18日，导弹残骸在塔克拉玛干沙漠被找到，研制队伍得以据此提出改进措施井最终解决问题。
1968年，“文化大革命”高潮期间，东风-3研制队伍受到干扰较小。1968年12月和1969年1月，东风-3导弹02批先后进行两次全程飞行试验，均取得成功。
1971年进入中国人民解放军第二炮兵部队服役，射程为2800公里。
1981年，中国人民解放军开始了对东风-3进行提高射程的改进工作，改型后的导弹被称为东风-3A，东风-3A在1985年12月和1986年1月两次成功进行了飞行试验，射程为3500公里。

## 外贸
中华人民共和国政府在1988年时曾经向沙特阿拉伯出口过东风-3远程弹道导弹。1986年中国的外汇储备是20.7亿美元，而此次交易的总金额达到35亿美元，包括中方为沙特部署（金轮工程）、基建、培训。